# 3586 Vasnetsov
A 3586 Vasnetsov (ideiglenes jelöléssel 1978 SW6) a Naprendszer kisbolygóövében található aszteroida. Ljudmila Vasziljevna Zsuravljova fedezte fel 1978. szeptember 26-án.